# Жена паук
Жена паук (енгл. The Spider Woman) је амерички детективски филм из 1943. године, и седми филм у серијалу од четрнаест филмова о Шерлоку Холмсу у коме главне улоге играју Бејзил Ратбон и Најџел Брус. Филм укључује елементе из романа Артура Конана Дојла, Знак четворице из 1890. године, као и приповедака „Последњи проблем”, „Празна кућа”, „Шарена трака” и прави одређене референце на причу „Ђавоље стопало”.

## Радња
Шерлок Холмс лажира сопствену смрт у Шкотској како би истражио низ бизарних, наизглед очигледних, самоубистава за која је уверен да су део разрађене завере „женског Моријартија”. Потајно се враћајући у свој стан, где се открива доктору Вотсону, Холмс примећује да су све жртве богати коцкари, па се прерушава у „Раџнија Синга”, угледног индијског официра, и обилази лондонске коцкарске клубове.
Недуго затим се сусреће са Адреом Спединг. Холмс открива да она тражи мушкарце којима недостаје новац, наговара их да заложе полисе животног осигурања њеним саучесницима, а затим их убија. Холмс се испоставља као њена следећа жртва, откривајући да она користи смртоносног паука, Lycosa Carnivora, чији отров изазива тако мучан бол да се жртве самоубијају. Холмс такође проналази отисак детета у близини.
Трагајући за доказима Холмс и Вотсон посећују угледног арахнолога, Метјуа Ордвеја, који је можда испоручио смртоносне паукове. Холмс убрзо схвата да је човек са којим разговарају варалица, али човек успева да побегне. Претражујући просторије, Холмс проналази леш правог Ордвеја, као и његове записе, који алудирају на нешто или некога из Централне Африке имуног на отров паукова. То збуњује Холмса док не пронађе модел дечјег костура. Међутим, доктор Вотсон истиче да однос лобање и обим грудног коша доказују да то није дете, а Холмс закључује да је ствар из Централне Африке описана у записима заправо пигмеј.
Холмс и Вотсон настављају истрагу на оближњем сајму, где Холмс дозвољава себи да падне у канџе Спедингове и њене банде. Холмсу стављају траку преко уста и везују га иза покретне мете у стрељани, у којој Лестрад и Вотсон пуцају. Међутим, Холмс успева да побегне, а Лестрад и полиција хапсе Спедингову, њену банду и пигмеја.

## Улоге
| Глумац          | Улога             |
| --------------- | ----------------- |
| Бејзил Ратбон   | Шерлок Холмс      |
| Најџел Брус     | доктор Џон Вотсон |
| Гејл Сондергард | Адреа Спединг     |
| Вернон Даунинг  | Норман Лок        |
| Денис Хуи       | инспектор Лестрад |
| Алек Крег       | Радлик            |
| Артур Хол       | Адам Гилфлауер    |
| Мери Гордон     | госпођа Хадсон    |

## Алузије на канон Шерлока Холмса
- Иако Жена паук има оригиналну радњу, филм у великој мери садржи елементе разних прича Артура Конана Дојла. Холмс лажира своју смрт на водопаду на сличан начин као и у приповеци „Последњи проблем”, а његово поновно појављивање у присуству жалосног доктора Вотсона подсећа на исту сцену из приче „Празна кућа”. Употреба пигмејског криминалца преузета је из романа Знак четворице, а убиство отровном животињом убаченом кроз вентилациони систем преузето је из „Шарене траке”, иако је змија из те приче замењена пауком (баш као што је било у „Авантури Дептфордског хорора”, шерлоковском пастишу Адријана Конана Дојла). Немо дете са принудом да лови муве слично је лику у приповеци „Црвене букве”. У филму су се нашли и елементи приче „Ђавоље стопало”. Холмс је описао антагонисту као „женског Моријартија”, позивајући се на његовог непријатеља, професора Џејмса Моријартија (Иако она има неке заједничке особине са Иреном Адлер). Холмсов захтев да му Вотсон шапне „пигмеј” у уво, уколико постане превише самопоуздан, потиче из приче „Жуто лице”, у којој је та реч била „Норбери”.

- Елементи овог филма добили су омаж у епизоди „Празан мртвачки ковчег” серије Шерлок, укључујући сцену у којој Вотсон за свог клијента помисли да је Холмс са лажном брадом.

- Гејл Сондергард је тумачила сличну улогу у филму Жена паук узвраћа ударац, који је такође продуцирао Јуниверсал, премда ова два филма нису повезана.

- Снимљене током Другог светског рата, покретне мете у стрељани су карикатуре Хитлера, Мусолинија и Хирохита. Претходни филмови, Шерлок Холмс и глас страха и Шерлок Холмс и тајно оружје, укључивали су нацисте као антагонисте, али сви следећи наставци умањивали су њихове пропагандне сврхе.